# Rusland-Duitsers

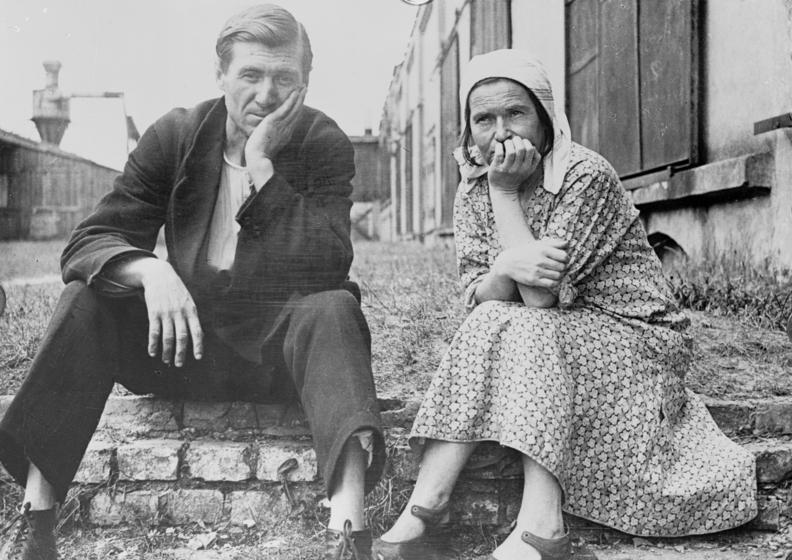
Etnische Duitsers uit het Wolga-gebied in een vluchtelingenkamp in het Duitse Schneidemühl in 1920

Met Rusland-Duitsers (Duits: Russlanddeutsche; Russisch: российские немцы, rossiejskije nemtsy) worden de Volksduitsers bedoeld die in Rusland of de Sovjet-Unie wonen of gewoond hebben. Heden ten dage wonen hun afstammelingen in Rusland, Kazachstan, Duitsland en Amerika.
In overkoepelende zin wordt de benaming gebruikt voor alle Duitstaligen in het Keizerrijk Rusland, waaronder toentertijd ook de Baltische landen en het grootste deel van Polen behoorden. In 1910 waren dat 1,8 miljoen Russische staatsburgers. De 1,2 miljoen Duitstaligen in dat gedeelte van het Russische Rijk dat na 1916 de Sovjet-Unie zou gaan vormen, kregen vervolgens de naam Sovjet-Duitsers.
De vermindering met 0,6 miljoen ten opzichte van hun aantal in de tsaristische periode is een gevolg van de gebiedsafstand van het Russische deel van Polen aan de nieuwe staat Polen, de verzelfstandiging van de drie Baltische staten en Finland en de afstand van de provincie Bessarabië (nu: Moldavië) aan Roemenië. In deze gebieden woonden omvangrijke Duitstalige bevolkingsgroepen waarvan zeker de Baltische Duitsers een geheel andere historische achtergrond hadden dan de hier te behandelen afstammelingen van boerenkolonisten. Tezamen met miljoenen anderen, eveneens behorende tot Duitstalige minderheden in de staten van Midden- en Oost-Europa, worden zij traditioneel als Volksduitsers aangeduid.

## Wolga-Duitsers
De 0,4 miljoen Wolga-Duitsers (Duits: Wolgadeutsche, Russisch: Поволжские немцы, Povolzjskije nemtsy) vormden een derde deel van de Sovjet-Duitsers. Zij woonden geografisch zodanig bijeen dat hen in 1924 toegestaan werd om een eigen autonome sovjetrepubliek in te richten.
Heden ten dage wonen de afstammelingen van de Sovjet-Duitsers nog maar voor een klein deel in Rusland en Kazachstan. Velen zijn geëmigreerd naar de Verenigde Staten, Canada en Zuid-Amerika. Na 1990 volgde een massale uittocht naar Duitsland. Volgens de Russische volkstelling van 2010 woonden er nog 394.000 Duitsers in Rusland.

## Kolonisten
Nadat het zuidelijke Oekraïne en het Wolgagebied waren veroverd en gepacificeerd liet Tsarina Catharina de Grote deze streken na 1763 bevolken door kolonisten. De Kozakken vormden een deel van deze kolonisten, maar zij werden ook geworven onder arme boeren uit de Duitse landen en dan voornamelijk uit het zuiden van Hessen en uit de Palts (Pfalz). Zij vormden aparte, grotendeels autarkische gemeenschappen met grote lokale bestuurlijke, religieuze en economische vrijheden, waardoor zij zich sterk onderscheidden van de Russische boeren die in de regel lijfeigenen zonder rechten en bezit waren. De 25.000 kolonisten aan de Wolga vestigden zich in meer dan 100 kolonies, vermeerderden zich aanzienlijk en telden zodoende in 1850 al 165.000 inwoners in 170 dorpen, en in 1900 400.000 inwoners in ca. 200 dorpen. In de eerste jaren hadden deze jonge kolonies sterk te lijden van rooftochten van Kazakken, Tataren en Kalmukken. 
In Oekraïne begon de kolonisatie iets later, na 1783, met 65.000 boeren uit Württemberg, Baden, de Elzas en Beieren. Deze Oekraïne-Duitsers, ook wel Zwarte-Zee-Duitsers genoemd, waren in 1900 toegenomen tot 0,6 miljoen in meer dan 200 dorpen.  Tegen het midden van de 19de eeuw hield de immigratie uit de Duitse landen op, maar de grote bevolkingsaanwas in de oude kolonies zorgde steeds en ook nadien voor de stichting van vele nieuwe dorpen in de omgeving van de oudere vestigingen en in verder weg gelegen streken, zoals op de Krim, in de Kaukasus en het westen van Siberië.
Vooral de Oekraïense dorpen, en daaronder de mennonitische in de eerste plaats, kwamen tot grote welvaart. Zij voerden de eerste technische vernieuwingen in en stichtten ook industrieën voor landbouwmachines, die weldra de helft van de gehele Russische productie omvatten. Daarnaast hielden zij de agrarische handel in eigen handen en gebruikten daarvoor hun eigen kredietbanken. Ook de verwerking van agrarische producten, met name ten behoeve van de textielindustrie, kwam in eigen handen tot een grote ontwikkeling. Hoewel de Rusland-Duitsers in deze gebieden niet meer dan een tiende van de bevolking uitmaakten, verwierven zij in de loop der tijden een vierde tot een derde van de landbouwgronden.
Een geheel eigen groep vormden de mennonieten uit de Weichsel-delta. Hun vrijheden werden door de Pruisische koningen gaandeweg ingetrokken. In 1773 werd een militaire belasting ingevoerd voor degenen die niet onder de wapenen wilden komen, in 1789 moesten zij hun oproep voor de dienst afkopen. Een deel van hun vertrok daarop naar Canada, een ander deel - ca. 15.000 - vertrok tussen 1788 en 1810 uit de omgeving van Danzig in West-Pruisen op uitnodiging van de Russische tsaar, die hen wel van dienstplicht vrijstelde en vroeg om het door hem geannexeerde zuiden van Oekraïne te bevolken. Toen Pruisen de dienstplicht onvoorwaardelijk oplegde, vertrokken er tussen 1841 en 1848 nog eens 8.000, ondanks dat ze geen wapens hoefden te dragen, maar facilitaire functies mochten verrichten in het Pruisische leger. Zij vermeerderden zich in Rusland in enkele generaties tot 150.000. Omdat ook de tsaren de aanvankelijke dienstplichtvrijheid in 1874 introkken, emigreerden toen 30.000 mennonieten naar Amerika, waar velen van hun zich aansloten bij de amish en anderen kolonies stichtten in Paraguay. De vervolging door de Sovjet-Unie, die velen het leven kostte, brachten 21.000 mennonieten tussen 1921 en 1930 tot emigratie naar Canada. Het restant vertrok na 1946 op voorspraak van de Verenigde Staten. De overige Oekraïne-Duitsers waren inmiddels al naar Siberië, vooral naar Kazachstan gedeporteerd.

## Taal
De dagelijkse omgangstaal werd een dynamisch amalgaam van dialecten uit het zuidwesten van Duitsland. De mennonieten weken daarvan af met hun variant van het Pruisische Nederduits ('Platt'). Dit dialect staat nog steeds bekend als Plautdietsch. Hoewel dat niet meer dan een substraat kan zijn, willen sommigen er Nederlands in horen. Het betreft echter enkele bewaard gebleven elementen van de taal van de voorouders van deze mennonieten die als doopsgezinden ofwel mennisten rond 1600 vanuit de Nederlanden naar West-Pruisen getrokken zijn. Overigens werd in de kerken en op de scholen in alle Duitse dorpen in Rusland het Hoogduits als overkoepelende taal geleerd en gebruikt, vooral onder de Lutheranen welke twee derde van het totaal aan Duitstaligen omvatten. Zij ontwikkelden onderwijsvoorzieningen op hoog niveau en bereikten in het midden van de 19de eeuw een alfabetismecijfer van 80% terwijl het percentage onder de Russen toen nog beneden 20% lag.

## Discriminatie en vervolging
Huwelijken tussen Duitsers en Russen vonden niet plaats door het verschil in rechtspositie en godsdienst en ook door het verbod voor Russisch-orthodoxen om over te gaan tot een andere godsdienst dan die van de staat.
Na de Eerste Wereldoorlog ontstonden de eerste vervolgingen door de onteigening en collectivisering van het grondbezit. Als koelakken werden ook de Sovjet-Duitsers slachtoffer van de grote hongersnood van de jaren 1921-1922 waaraan alleen al 50.000 Wolga-Duitsers en vermoedelijk niet minder Oekraïne-Duitsers stierven, naast vier miljoen Oekraïense en Russische boeren. Een deel van de mennisten slaagden erin om in de jaren twintig te emigreren naar Canada en de Verenigde Staten en ook naar Brazilië en naar Paraguay, waar de nog steeds bestaande kolonies Friesland, Volendam, Menno, Neuland en Fernheim door hen bewoond worden. Omdat het Sovjet-rechtssysteem geen religieuze identiteit erkende, verscholen de mennisten zich om toestemming tot emigratie te krijgen vaak onder de dekmantel van ‘Hollanders’.

## Wolga-Duitse Autonome Socialistische Sovjetrepubliek
In 1924 mochten de Wolga-Duitsers een autonome socialistische sovjetrepubliek, de Wolga-Duitse Autonome Socialistische Sovjetrepubliek, oprichten, met de vrijheid hun taal te gebruiken, in beperkte en vooral lokale zin want deze republiek werd bestuurd door een in meerderheid Russischtalig ambtenarencorps. Het tot dusverre door de kerken georganiseerde plaatselijke onderwijs werd vervangen door Russischtalig staatsonderwijs en dat verdubbelde voorlopig het analfabetisme onder de Duitstalige kinderen.
Onmiddellijk na de Duitse inval in de Sovjet-Unie, in augustus 1941, werd deze republiek opgeheven en haar bevolking gedeporteerd naar Siberië en Kazachstan, zogenaamd omdat zij voorbereidingen zou hebben getroffen voor de ontvangst van de Duitse troepen. Dat was een logistieke onmogelijkheid en diende als voorwendsel. Tijdens de deportatie kwamen één op de vijf, honderdduizend in totaal, om. Nadat zij zich in de jaren vijftig weer vrij mochten vestigen, raakten Wolga-Duitsers verstrooid over de Sovjet-Unie en de jonge generatie mengde zich door huwelijken onder de Russen zodat hun cultuur en taal meer en meer naar de achtergrond gedrongen werden. Na hun officiële rehabilitatie in 1956 zouden pogingen om de Wolga-Duitse Autonome Socialistische Sovjetrepubliek opnieuw op te richten op niets uitlopen.

## Tweede Wereldoorlog
De "Oekraïne-Duitsers" woonden vooral in gebieden die in 1941 door het Duitse leger onder de voet werden gelopen. De Duitse bezettingsautoriteiten bewapenden hen voor hun zelfbescherming tegen partizanen en maakten hen dienstbaar in de bezettingsterreur, met name door hen opsporings-, controle- en bewakingsfuncties te laten uitvoeren. Bij de terugtrekking van het Duitse leger, in 1943 en 1944, moesten zij zich mee laten evacueren naar het westen. Een kwart miljoen kwamen in Polen en Duitsland aan, maar 75.000 werden achterhaald door het Sovjetleger en teruggevoerd om vervolgens na collectieve veroordeling wegens landverraad en collaboratie met de vijand in Goelag-kampen te verdwijnen.
De ca. 400.000 "Wolga-Duitsers moesten krachtens een besluit van 28 augustus 1941 hun woongebieden verlaten, en zich oostwaarts hervestigen in Omsk, het district Novosibirsk, in het Altay-gebied, in de republiek Kazachstan en in andere naburige gebieden.

## Duitsers in de Sovjet-Unie (Sovjet-Duitsers)
In 1975 telde de Sovjetstatistiek ruim 1,8 miljoen 'Duitsers' in de Unie, waarvan bijna de helft in de sovjetrepubliek Kazachstan. Velen van hen waren kinderen uit gemengde Duits-Russische huwelijken. Bijna 75% gaf het Duits als moedertaal op, waarbij dat onder de jongste generatie niet meer dan de helft gold. Hun recht op Duitstalig onderwijs bleef door hun geografische verspreiding meestal theorie. Godsdienstige Duitstalige gemeenten konden zich vaak alleen op kleine schaal als huiskamerbijeenkomsten handhaven. Wel waren Duitstalige theaters, kranten en tijdschriften toegestaan en daarin kon een zekere Duitstalige cultuur zich wel op ruime schaal handhaven. Als hoogtepunten uit dit culturele leven kunnen de pianist Sviatoslav Richter en de componist Alfred Schnittke genoemd worden. Na 1965 mochten Duitsers beperkt emigreren naar Duitsland en een kwart miljoen van hen wist daar gebruik van te maken. Na 1990 kregen alle Duitsers, of liever gezegd, elke Rus die een aantal Duitse voorouders kon aantonen, het recht om zich in Duitsland te vestigen. Tot 1997 maakten 1,3 miljoen daarvan gebruik. Hun integratie gaf en geeft nog steeds problemen. Enkele duizenden Rusland-Duitsers hebben zich inmiddels in de voormalige Duitse provincie Oost-Pruisen, sinds 1945 de Russische Oblast Kaliningrad, gevestigd.
In 2011 woonden in Duitsland 712.000 Duitsers met een tweede Russisch paspoort en 479.000 met een tweede paspoort van Kazachstan.

## Mennonieten na deTweede Wereldoorlog
Onder de in de 18de eeuw naar Rusland vertrokken Duitstaligen bevonden zich vele Mennonieten. Een aantal Lutherse Duitsers ging in Rusland over tot de mennonietengemeenten. Een aantal gemeenten vertrokken na 1874, toen zij hun vrijstelling van de dienstplicht verloren, overigen na 1920 toen zij onteigend en hun kerken opgeheven werden en de laatsten na 1945 met behulp van hun geloofsgenoten in Amerika. Door bekering van Russen is de omvang van het laatste restant weer aangegroeid en telden zij in 2005 ongeveer 86.000 personen, waarbij de Russische Baptisten en de Mennonietengemeenten nauw samenwerken. Zij vallen in het nieuwe Rusland op door uiterlijke kenmerken als de verplichte lange haardracht van vrouwen en de rok en hoofddoek. De gezinnen zijn groot; gezinnen met acht of tien kinderen zijn geen uitzondering. Televisie wordt afgewezen, vooral bij de strengere baptistengemeenten. Roken en drinken zijn taboe. Het leiderschap in de gemeenten staat niet open voor vrouwen.
Een aantal Baptistengemeenten is na 1990 verhuisd naar Duitsland, met concentraties in Sauerland, Teutoburgerwoud, Kassel en Hunsrück. De grootste gemeente bevindt zich in Paderborn, in 1974 gesticht door Walter Wedel die toen al met zijn gemeente vanuit Kirgizië naar de Bondsrepubliek mocht vertrekken. Aan het eind van de jaren 70 was de gemeente gegroeid tot ruim 500 gedoopte leden. De zondagse diensten werden bezocht door een kleine duizend mensen. Het wekelijkse aantal bezoekers ligt nu rond de 600. In en rond Paderborn zijn zeven gemeenten ontstaan, de grootste met 1.200 gedoopte leden. In Bielefeld hebben Mennonieten een kerk gebouwd met 3.050 zitplaatsen, een van de grootste van Duitsland. In Espelkamp is een kerk gebouwd met 2.200 zitplaatsen.